# Corretora de mercadorias (mercado mobiliário)
Corretora de mercadorias para os efeitos da Instrução CVM nº 402/2004, considera-se “corretora de mercadorias” a sociedade habilitada a negociar ou registrar operações com valores mobiliários em bolsa de mercadorias e futuros.

## Mercado e Responsabilidades
A corretora de mercadorias é responsável para com seus clientes, também denominados comitentes, para com outros intermediários para os quais tenha operado ou esteja operando e para com a própria bolsa:
- por sua boa e efetiva liquidação;
- pela legitimidade dos valores mobiliários entregues a qualquer título, assim como por seu regular recebimento e entrega, endosso ou transferência;
- pela efetivação dos registros, em nome dos comitentes a ela vinculados e atendendo às ordens emanadas desses comitentes;
- pela legitimidade da procuração e dos demais documentos necessários para a transferência de valores mobiliários;
- pelo cumprimento e adoção de elevados padrões de idoneidade e ética;

Na hipótese de inadimplência de um comitente, a corretora de mercadorias deverá identificar para a bolsa de mercadorias e futuros as operações que ensejaram a inadimplência, comprovando a sua regularidade, e as diligências efetuadas para a cobrança do comitente.

## Atuação
Para funcionar, a corretora de mercadoria depende de registro prévio da CVM e deve atender aos seguintes requisitos:
- ser constituída na forma de sociedade anônima ou sociedade limitada;
- ser admitida como membro de bolsa de mercadorias e futuros;
- indicar à CVM um diretor estatutário ou sócio administrador tecnicamente qualificado, com experiência no mercado de valores mobiliários, mercadorias e futuros;
- adotar, em sua denominação social, a expressão “corretora de mercadorias”. A corretora de mercadorias deverá apresentar ainda requisitos patrimoniais e financeiros, conforme critérios estabelecidos pela bolsa de mercadorias e futuros.

As corretoras de mercadorias estão sujeitas ao controle e à fiscalização da Comissão de Valores Mobiliários (CVM), bem como das bolsas de mercadorias e futuros das quais tiverem sido admitidas como membros, e também integram o sistema brasileiro de distribuição de valores mobiliários. As normas e os procedimentos para a organização e o funcionamento das corretoras de mercadorias foram recentemente estabelecidos pela Instrução CVM nº 402, de 27 de janeiro de 2004. As corretoras de mercadorias também podem ser constituídas sob a forma de sociedade corretora ou distribuidora de valores mobiliários, banco de investimento ou banco múltiplo com carteira de investimento e, quando ocorrer qualquer dessas situações, serão regidas pelas regras a que estão sujeitas tais instituições financeiras.